# Kymwa
Kymwa (Złota Żaba) – w mitologii Korei władca, następca króla Buyeo.
| Hemosu |      |       |      |      |      |  |  |                |                |                |                |                |                |
|        |      |       |      |      |      |  |  |                |                |                |                |                |                |
| Heburu |      |       |      |      |      |  |  |                |                |                |                |                |                |
|        |      |       |      |      |      |  |  |                |                |                |                |                |                |
|        |      | Kymwa |      |      |      |  |  |                |                |                |                |                |                |
|        |      |       |      |      |      |  |  |                |                |                |                |                |                |
|        |      |       |      |      |      |  |  |                |                |                |                |                |                |
| Teso   | Teso | Teso  | Teso | Teso | Teso |  |  | 6 innych synów | 6 innych synów | 6 innych synów | 6 innych synów | 6 innych synów | 6 innych synów |

Północnym Pujo władał monarcha imieniem Heburu, syn niebiańskiego króla Hemosu. Heburu miał kanclerza Aranbula, który doznał kiedyś wieszczego snu, w którym władca Niebios zapowiadał przyjście na ziemię jego syna. Dziecko miało podbić tereny północnych Pujo. Głos nakazał również władcy zmienić swą siedzibę. Heburu został w ten sposób władcą Wschodniego Pujo. Ponieważ Heburu nie doczekał się męskiego potomka, modlił się o pomoc do Niebios. Składał ofiary bóstwom rzek i gór. Jego prośby doczekały się spełnienia. Kiedyś jechał konno w górach Pektu-san i znalazł się w okolicach jeziora Konjon. Zszedł z konia. Wierzchowiec stanął nad głazem i pogrążył się w płaczu. Zdziwiło to króla. Wydał swym służącym rozkaz odsunięcia głazu. Zaskoczony, znalazł pod kamieniem przypominające skuloną złotą żabkę maleńkie dziecko, chłopczyka. Rozpoznał w nim dar Nieba. Zabrał chłopca do swego pałacu. Nadał mu imię Kymwa, co znaczy „Złota Żaba”. Zaadoptował go i zapewnił mu troskliwą opiekę. Wskazał go jako swego następcę. Dziecko wyrosło na pięknego młodzieńca.
Kymwa został władcą po Heburu. Niegdyś zajmował się polowaniem w górach Thebek. Gdy przebywał nad rzeką Ubalsu, dostrzegł niewiastę wielkiej urody. Zapytał ją o personalia i sposób przybycia w to miejsce. Kobieta przedstawiła mu się imieniem Juhwa, co oznaczało „Wierzbowy Kwiat”. Była córką Habeka. Wyjawiła też Kymwie swą tragedię. Wdała się w romans z Hemosu, który po uwiedzeniu i porwaniu dziewczyny porzucił ją. Jej rodzice zapłonęli gniewem na występek córki i zesłali ją na wygnanie.
Władca zabrał napotkaną kobietę do pałacu. Zamknął ją w ciemności, jednak odnalazły ją promienie słoneczne, przeszywając jej ciało. Poczęła z tego powodu dziecko, które przyszło na świat w formie wielkiego jaja. Jej gospodarz zadziwił się takim obrotem sprawy. Nakazał, by jajo wydać zwierzętom. Rzucono je psom i trzodzie chlewnej, jednakże ssaki te nie zjadły go. Pozostawiono je na drodze, licząc na stratowanie przez konie i bydło domowe, ale kopytne obchodziły je wokół. wyrzucono je na pole, ale tam ptaki okrywały jajo swymi skrzydłami, a inne dzikie zwierzęta ogrzewały je swym futrem. Za każdym razem jajo zostawało nietknięte. Kymwa postanowił w końcu zmiażdżyć kłopotliwe jajo, ale i ten plan nie dał żadnego rezultatu. Król w końcu zrezygnował z prób zniszczenia jaja. Oddał je matce, która otuliła je materiałem i położyła w cieple. Nie minął długi czas, gdy wykluł się ładny chłopiec. Nazwano go Dzumong. Przewyższał on zdolnościami siedmiu synów Kymwy, w wieku 7 lat dysponując siłą dorosłego mężczyzny. Pierworodny króla, Teso, radził swemu ojcu zgładzić Dzumonga, jako że nie mógł on być synem ludzkim, Kymwa jednak wyraził stanowczy sprzeciw. Zamiast tego ustanowił Dzumonga opiekunem koni.
Syn Juhwy nie był jednak zupełnie szczery ze swym królem. Przed polowaniem karmił dobrze słabe konie, zaniedbując celowo te najlepsze. Dzięki temu Kynwa, jego rodzina i dworzanie wybierali te najlepiej utrzymane, a Dzumongowi zostawiając gorszego. W takim sposób, dysponując dodatkowo świetnie rozwiniętą umiejętnością strzelania z łuku, wygrywał on polowania. Przez to synowie Kymwy utwardzali się w nienawiści do niego, aż za radą matki musiał uciekać z kraju.
Odtąd na freskach bądź grobowcach państwa Kogurjo widuje się żabę, symbolizującą księżyc.